# Gossweilerodendron
Gossweilerodendron là một chi thực vật có hoa trong họ Đậu.